# From the coop
From The Coop es el vigésimo tercer álbum del guitarrista Buckethead. El álbum fue lanzado el 9 de marzo. Este álbum está constituido por canciones sacadas de los demos que Buckethead le entregó a Jas en 1988, el álbum consta de 19 canciones y además consta de la primera biografía del guitarrista además de que los dibujos de la portada fueron dibujados por Buckethead.

## Canciones
1. "Disembodied Part 1" – 3:27
2. "Disembodied Part 2" – 4:44
3. "Hog Bitch Stomp" – 0:36
4. "Malagueña" (F. Tárrega) – 1:54
5. "Space Mountain" – 3:10
6. "Excerpt #1" – 1:39
7. "Excerpt #2" – 0:52
8. "Excerpt #3" – 0:37
9. "Excerpt #4" – 0:54
10. "Eraserhead" – 2:31
11. "La Grima" – 1:51
12. "Funk Tune" – 3:50
13. "Funkin' Freak" – 2:23
14. "Hog Bitch Stomp" – 1:25
15. "Return of Agustus Gloop" – 4:32
16. "Malagueña" (F. Tárrega) – 1:59
17. "Lunartics" – 0:51
18. "Scapel Sled" – 2:46
19. "Scraps" – 2:33

## Créditos
- Buckethead - guitarra